# Útvar odhalování korupce a finanční kriminality
Útvar odhalování korupce a finanční kriminality (ÚOKFK) či Útvar odhalování korupce a finanční kriminality služby kriminální policie a vyšetřování (ÚOKFK SKPV), známý též jako protikorupční útvar či protikorupční policie, byl útvar Policie České republiky s celorepublikovou působností, který se zabýval bojem s nejzávažnější hospodářskou kriminalitou a korupcí.

## Činnost
Těžiště činnosti útvaru leželo v odhalování, prověřování a vyšetřování nejzávažnější hospodářské trestné činnosti, kde vykonává dozor nejčastěji vrchní státní zastupitelství. Většina zpracovávané problematiky se týkala daňové trestné činnosti, veřejných zakázek a nejzávažnějších forem korupčního jednání, případně praní špinavých peněz. ÚOKFK zároveň plnil za Českou republiku funkci úřadu pro dohledávání majetku pocházejícího z trestné činnosti (Asset Recovery Office, tzv. ARO). 
ÚOKFK byl v rámci Policie ČR metodickým pracovištěm pro boj s daňovou kriminalitou, kriminalitou v oblasti veřejných zakázek, korupcí a zajišťování výnosů z trestné činnosti. Kromě odborů umístěných v Praze měl útvar expozitury v šesti krajských městech. 
Útvar odhalování korupce a finanční kriminality vytvořil v roce 2014 spolu s Generálním finančním ředitelstvím a Generálním ředitelstvím cel meziresortní tým Kobra (Daňová Kobra), který by měl být vysoce efektivním nástrojem v boji proti daňové kriminalitě (resp. zajišťování výnosů z trestné činnosti). Pod metodickým vedením ÚOKFK byly v roce 2015 zřízeny týmy Kobra i v rámci jednotlivých krajských ředitelství policie. 
V roce 2013 získal ÚOKFK Národní cenu kvality České republiky – prestižní ocenění Excelentní organizace veřejného sektoru dle modelu EFQM.
V letech 2012, 2013 a 2014 byl vyhlášen „Policistou roku“ příslušník ÚOKFK.

## Historie
Koncem roku 1991 vznikla v rámci Policie ČR samostatná služba s názvem Služba na ochranu ekonomických zájmů (SOEZ), jejímž ředitelem byl jmenován JUDr. Jan Šula.
Rok 1992 je faktickým začátkem práce SOEZ, který až do roku 1994 fungoval v podstatě jako zpravodajská služba. Zpravodajskou činnost na úseku ochrany ekonomických zájmů státu však převzala v roce 1994 BIS a ze SOEZ se stala Služba policie pro odhalování korupce a hospodářské trestné činnosti (SPOK), později Služba policie pro odhalování korupce a závažné hospodářské trestné činnosti (SPOK ZHTČ). Tato služba se měla zabývat nejzávažnějšími případy na úseku ekonomické kriminality a jejím logickým protějškem na úseku vyšetřování byly až do 31. prosince 2001 především Úřad vyšetřování pro ČR a krajské úřady vyšetřování.
Poté, co byly od 1. ledna 2002 úřady vyšetřování zrušeny, vznikla Služba kriminální policie a vyšetřování (SKPV). Zároveň byly zřízeny nové specializované útvary policie a mezi nimi také Útvar pro odhalování korupce a závažné hospodářské trestné činnosti Služby kriminální policie a vyšetřování (UOK ZHTČ), jakožto nástupce bývalého SPOK. Vyšetřovatelé z partnerského Úřadu pro vyšetřování ČR, Odboru pro vyšetřování korupce a závažné hospodářské trestné činnosti (4. odbor) byli vyčleněni do samostatného útvaru nazvaného Úřad finanční kriminality a ochrany státu (UFKOS).
1. března 2003 se UOK ZHTČ sloučil s Úřadem finanční kriminality a ochrany státu (UFKOS) a tak vznikl Útvar odhalování korupce a finanční kriminality, který se stal po stránce vyšetřování soběstačným. 
Od 1. července 2004 byl z útvaru vydělen útvar specializovaný na závažnou daňovou kriminalitu a zajišťování výnosů z trestné činnosti, tzv. „finanční policie“ (FIPO), formálně Útvar odhalování nelegálních výnosů a daňové kriminality (ÚONVDK), personálně doplněný o příslušníky z jiných útvarů. Jeho poněkud krátký život ukončil ministr vnitra Ivan Langer k 31. prosinci 2006, kdy se ÚONVDK opět fakticky včlenil do struktury ÚOKFK s tím, že část policistů odešla zpět na krajská policejní ředitelství.
K 1. srpnu 2016 došlo ke sloučení ÚOKFK (o 412 zaměstnancích) s ÚOOZ (o 474 zaměstnancích) v jeden celek (NCOZ s více než 900 zaměstnanci). Dosavadní šéf ÚOKFK Jaroslav Vild se od 1. srpna 2016 stal náměstkem tohoto útvaru.

## Struktura
V čele tohoto útvaru stál ředitel:
- 15. 3. 2003 – 30. 6. 2005 plk. Jiří Pálka
- 1. 7. 2005 – 30. 11. 2005 plk. Milan Šiška
- 1. 12. 2005 – 15. 12. 2006 plk. Miloslav Brych
- 16. 12. 2006 – 31. 12. 2007 plk. Renata Strnadová
- 1. 1. 2008 – 31. 1. 2009 plk. Jiří Novák
- 16. 2. 2009 – 15. 3. 2011 plk. Libor Vrba
- 21. 3. 2011 – 14. 5. 2013 plk. Tomáš Martinec
- 14. 6. 2013 – 31. 7. 2014 plk. Milan Komárek
- 1. 10. 2014 – 31. 7. 2016 plk. Jaroslav Vild

Ředitel spadal pod náměstka policejního prezidenta pro SKPV.